# Halavar
Halavar (in armeno Հալավար?) è un comune di 98 abitanti (2001) della Provincia di Lori in Armenia.